# Brzuchowo (przystanek kolejowy)
Brzuchowo – nieczynny przystanek kolejowy a dawniej stacja w Brzuchowie na linii kolejowej nr 241, w województwie kujawsko-pomorskim.